# Kent (Washington)
Kent ist eine Stadt im Westen des US-Bundesstaats Washington. Das U.S. Census Bureau hat bei der Volkszählung 2020 eine Einwohnerzahl von 136.588 ermittelt. Sie ist nach Seattle, Bellevue und Federal Way die viertgrößte Stadt im King County und stellt eine principal city der Metropolregion Seattle dar.

## Geschichte
Kent wurde am 28. Mai 1890 mit einer Bevölkerung von 793 zu einer Gemeinde. Ursprünglich hieß Kent Titusville. Ein Schild erinnert heute noch an diesen Namen. In den 1960er und 1970er Jahren wurde Kent vor allem durch die Landwirtschaft geprägt, was ihr den Spitznamen Lettuce Capital of the World (deutsch: Welthauptstadt des Salats) einbrachte.

## Geographie
Im Stadtgebiet verläuft der Interstate 5 und durch das benachbarte Tukwila der Interstate 405. In der Stadt befindet sich der Lake Meridian. Die benachbarten Städte sind Tukwila, Renton, Covington, Auburn, Federal Way, Des Moines und SeaTac.

## Söhne und Töchter der Stadt
- Ruby Hirose (1904–1960), Biochemikerin und Bakteriologin
- Paul Zachary Myers (* 1957), Biologe
- Shannon Higgins-Cirovski (* 1968), Fußballspielerin
- Jackson Douglas (* 1969), Schauspieler, Regisseur, Drehbuchautor und Produzent
- Rodney Stuckey (* 1986), Basketballspieler
- Courtney Vandersloot (* 1989), ungarisch-US-amerikanische Basketballspielerin

## Städtepartnerschaften
- Tamba, Japan
- Yangzhou, Volksrepublik China
- El Grullo, Mexiko
- Sunnfjord, Norwegen